# پاپ ۲ (میکس‌تیپ)
پاپ ۲ (به انگلیسی: Pop 2) چهارمین میکس‌تیپ از خوانندهٔ بریتانیایی چارلی ایکس‌سی‌ایکس می‌باشد که در ۱۵ دسامبر سال ۲۰۱۷ از سوی آسیلوم رکوردز منتشر گردید. مدیر اجرایی تولید ای. جی. کوک از پی‌سی موزیک است و جلساتی مربوط به این میکس‌تیپ بودند که فقط چندماه قبل از انتشار کامل میکس‌تیپ شروع شده بودند و شامل انواع مختلفی از مشارکت‌های مهمانان بود. این پروژه با تحسینات منتقدان موسیقی روبرو شد و به همراه تک‌آهنگ «از ذهنم برو بیرون» با همراهی آلما و تو لو مورد حمایت قرار گرفت.